# PES 2017
Pro Evolution Soccer 2017 (abbreviato ufficialmente in PES 2017 e conosciuto in Asia come Winning Eleven 2017) è un videogioco di calcio, sviluppato da Konami e facente parte della celebre serie di PES, uscito sul mercato il 13 settembre 2016 in Nord America e il 15 settembre in Europa e Giappone per le piattaforme PlayStation 3, PlayStation 4, Xbox 360, Xbox One, Android e PC. Si tratta del sedicesimo capitolo della serie.
Il gioco usa il motore grafico Fox Engine.

## Partnership, diritti, copertina e telecronisti
Konami con PES 2017 ha stretto particolari accordi con i club: Barcellona (il quale è raffigurato sulla copertina del gioco in tutto il mondo), Liverpool, Borussia Dortmund, River Plate, la Federazione calcistica del Brasile, ed in particolare con le squadre di Red Bull Brasil, Corinthians e Flamengo. Ciò assicura alle suddette squadre una minuziosa attenzione nel riportare le movenze ed i volti dei giocatori nel modo più realistico possibile, così come le divise e i loghi per quanto riguarda le squadre.

Non vi sono i diritti della Bundesliga, presente con sole 3 formazioni nel resto del mondo (ovvero Bayer Leverkusen, Borussia Dortmund e Schalke 04), la quale deficita anche della mancanza di una delle squadre più importanti d'europa, il Bayern Monaco. Club come Real Madrid e, dopo 12 anni, la Juventus, sono riportati con i nomi dei club e i loghi fittizi, stessa condizione si presenta anche nella Premier League (escluse Arsenal e il Liverpool).
Garantiti nuovamente i diritti delle principali competizioni internazionali per club e nazionali, ad eccezione dei tornei CONMEBOL, di cui solo la Coppa Libertadores è presente sotto veste fittizia, con grafiche comunque dedicate.
La telecronaca nella versione italiana è affidata alla coppia Fabio Caressa e Luca Marchegiani.

## Campionati e squadre presenti

### Campionati
- Premier League: 2 squadre con licenza ( Arsenal e  Liverpool), 18 squadre senza licenza, lega senza licenza.
- Football League Championship: Tutte le 24 squadre senza licenza, lega senza licenza.
- Ligue 1: Tutte le 20 squadre con licenza, lega con licenza.
- Ligue 2: Tutte le 20 squadre con licenza, lega con licenza.
- Serie A: 18 squadre con licenza, 2 squadre senza licenza (la  Juventus, riportata come PM Black and White ed il  Sassuolo, riportato come Sansagiulo), lega senza licenza.
- Serie B: 22 squadre senza licenza, lega senza licenza.
- Eredivisie: Tutte le 18 squadre con licenza, lega con licenza.
- Liga BBVA: 2 squadre con licenza ( Barcellona e  Atlético Madrid) e 18 squadre senza licenza (Real presente come MD White). Lega senza licenza.
- Liga Adelante: Tutte le 22 squadre senza licenza, lega senza licenza.
- Primeira Liga: 2 squadre con licenza ( Benfica e  Sporting Lisbona), 16 senza licenza, lega senza licenza.
- Primera División: Tutte le 30 squadre con licenza, lega senza licenza.
- Brasileiro Série A: Tutte le 20 squadre con licenza, lega con licenza.
- Primera División: Tutte e 15 le squadre con licenza, lega senza licenza.

### Altre squadre

#### Europa
- :  Dinamo Zagabria
- :  Bayer Leverkusen,  Borussia Dortmund e  Schalke 04
- :  CSKA Mosca
- :  Basilea
- :  Beşiktaş
- :  Dinamo Kiev

#### Asia
- :  Al-Ahli,  Al-Hilal,  Al-Ittihad e  Al-Nassr
- :  Melbourne Victory e  Sydney FC
- :  Guangzhou E.,  Jiangsu Suning,  Shandong Taishan e  Shanghai Haigang
- :  Seoul,  Jeonbuk Hyundai,  Pohang Steelers e  Suwon Bluewings
- :  Al-Ain,  Al-Jazira e  Al-Nasr
- :  FC Tokyo,  Gamba Osaka,  Sanfrecce Hiroshima e  Urawa Reds
- :  Sepahan,  Tractor Sazi e  Zob Ahan
- :  Al-Jaish e  Al-Duhail
- :  Buriram Utd
- :  Bunyodkor,  Lokomotiv Tashkent,  Nasaf Qarshi e  Paxtakor
- : Becamex Bình Dương FC

#### America
- :  Red Bull Brasil

### Nazionali

#### Europa
In grassetto quelle licenziate
- Albania
- Austria
- Belgio
- Bosnia
- Bulgaria
- Croazia
- Danimarca
- Francia
- Galles
- Germania
- Grecia
- Inghilterra
- Irlanda
- Irlanda del Nord
- Italia
- Islanda
- Israele
- Norvegia
- Olanda
- Polonia
- Portogallo
- Repubblica Ceca
- Romania
- Russia
- Scozia
- Serbia
- Slovacchia
- Slovenia
- Spagna
- Svezia
- Svizzera
- Turchia
- Ucraina
- Ungheria

#### Sudamerica
- Argentina
- Bolivia
- Brasile
- Cile
- Colombia
- Ecuador
- Perù
- Uruguay
- Paraguay
- Venezuela

#### America Centro-Nord e Caraibi
- Costa Rica
- Giamaica
- Honduras
- Messico
- Panama
- Stati Uniti

#### Africa
- Algeria
- Burkina Faso
- Camerun
- Costa D'Avorio
- Egitto
- Ghana
- Guinea
- Mali
- Marocco
- Nigeria
- Senegal
- Sudafrica
- Tunisia
- Zambia

#### Asia
- Arabia Saudita
- Australia
- Cina
- Corea del Nord
- Corea del Sud
- Emirati Arabi
- Iran
- Iraq
- Giappone
- Giordania
- Kuwait
- Libano
- Oman
- Uzbekistan
- Qatar
- Thailandia

#### Oceania
- Nuova Zelanda

##### Nazionali classiche
- European Classics
- World Classics

## Competizioni

### Nazionali
- : Ligue 1, Ligue 2, Coupe de France, Trophée des Champions
- : Premier League, Football League Championship, FA Cup, Community Shield
- : Serie A, Serie B, Coppa Italia, Supercoppa italiana
- : Liga, Segunda División, Copa del Rey, Supercoppa di Spagna
- : Primeira Liga, Taça de Portugal, Supercoppa di Portogallo
- : Eredivisie, Coppa d'Olanda, Supercoppa d'Olanda
- : Primera División, Copa Argentina, Supercopa Argentina
- : Campeonato Brasileiro Série A, Copa do Brasil
- : Primera División, Copa Chile

### Internazionali

#### Club
- UEFA Champions League
- UEFA Europa League
- Supercoppa Europea
- AFC Champions League
- Copa Libertadores
- Coppa del mondo per club FIFA

#### Nazionali
- Coppa del Mondo
- Campionati Europei
- Copa América
- Coppa d'Africa
- Coppa d'Asia
- Coppa d'Oceania

## Stadi
Le novità sono il Camp Nou (fresco di partnership con Konami, mentre è assente su FIFA 17 per la mancata licenza), Anfield, il Signal Iduna Park e il Maracaná
|    | Stadio                  | Nazione     | Squadra                   |
| -- | ----------------------- | ----------- | ------------------------- |
| 1  | Signal Iduna Park1      | Germania    | Borussia Dortmund         |
| 2  | Anfield                 | Inghilterra | Liverpool                 |
| 3  | Camp Nou                | Spagna      | Barcellona                |
| 4  | Stadio Olimpico         | Italia      | Roma, Lazio, Italia       |
| 5  | Stadio Giuseppe Meazza  | Italia      | Inter                     |
| 6  | Stadio San Siro         | Italia      | Milan                     |
| 7  | St. Jakob-Park          | Svizzera    | Basilea                   |
| 8  | Arena Corinthians       | Brasile     | Corinthians               |
| 9  | Mineirão3               | Brasile     | Cruzeiro Atlético Mineiro |
| 10 | Estádio do Morumbi      | Brasile     | San Paolo                 |
| 11 | Estádio Urbano Caldeira | Brasile     | Santos                    |
| 12 | Estádio Beira-Rio3      | Brasile     | Internacional             |
| 13 | Stadio Maracanã3        | Brasile     | Brasile                   |
| 14 | Allianz Parque          | Brasile     | Palmeiras                 |
| 15 | El Monumental           | Argentina   | River Plate               |
| 16 | La Bombonera            | Argentina   | Boca Juniors              |
| 17 | Saitama Stadium         | Giappone    | Urawa Reds                |

### Stadi generici
|    | Stadio                    |
| -- | ------------------------- |
| 18 | Konami Stadium            |
| 19 | Metropole Arena           |
| 20 | Estadio De Scorpião       |
| 21 | Estadio del Nuevo Triunfo |
| 22 | Estadio de Sagittaire     |
| 23 | Stadio Orione             |
| 24 | Burg Stadium              |
| 25 | Estadio del Martingal     |
| 26 | Rose Park Stadium         |
| 27 | Coliseo de los Deportes   |
| 28 | Neu Sonne Arena           |
| 29 | Estadio Campeones         |
| 30 | Hoofdstad Stadion         |
| 31 | Sports Park               |

## Demo
Konami ha pubblicato la demo scaricabile del gioco su PlayStation Store e Xbox Live il 24 agosto 2016, per PlayStation 3, 4 e Xbox 360/Xbox One, per PC distribuita più tardi (15 Settembre 2016), offre la possibilità di giocare con le seguenti squadre:
- Atlético Madrid
- Arsenal
- Barcellona
- Boca Juniors
- River Plate
- Corinthians
- Flamengo
- Germania
- Francia

Gli stadi messi a disposizione nella demo sono Neu Sonne Arena e Camp Nou.